# Eti Tantra
Eti Lesmina Tantra (* 14. Oktober 1975, verheiratete Eti Gunawan) ist eine ehemalige indonesische Badmintonspielerin, die später für die USA startete.

## Karriere
Eti Tantra startete ihre Karriere in Indonesien und gewann für das südostasiatische Land unter anderem Silber und Bronze bei Asienmeisterschaften und wurde Fünfte bei Olympia 2000. Anfang des neuen Jahrtausends siedelte sie in die USA über und gewann in und für ihre neue Heimat die US Open, die nationale Einzelmeisterschaft, die Boston Open und die Swiss Open. In den USA heiratete sie auch ihren langjährigen Teamkollegen Tony Gunawan.

## Sportliche Erfolge
| Saison | Veranstaltung      | Disziplin   | Platz | Name                            |
| ------ | ------------------ | ----------- | ----- | ------------------------------- |
| 1997   | India Open         | Damendoppel | 1     | Eti Tantra / Cynthia Tuwankotta |
| 1997   | Polish Open        | Mixed       | 1     | Flandy Limpele / Eti Tantra     |
| 1997   | Polish Open        | Damendoppel | 1     | Eti Tantra / Cynthia Tuwankotta |
| 1997   | French Open        | Damendoppel | 1     | Cynthia Tuwankotta / Eti Tantra |
| 1998   | Indonesia Open     | Damendoppel | 3     | Eti Tantra / Cintya Tuwankotta  |
| 1998   | Indonesia Open     | Mixed       | 3     | Sandiarto / Eti Tantra          |
| 1998   | Brunei Open        | Damendoppel | 3     | Eti Tantra / Cynthia Tuwankotta |
| 1999   | Asienmeisterschaft | Damendoppel | 3     | Eti Tantra / Cynthia Tuwankotta |
| 1999   | Indonesia Open     | Damendoppel | 3     | Eti Tantra / Cynthia Tuwankotta |
| 2000   | Asienmeisterschaft | Damendoppel | 2     | Eti Tantra / Minarti Timur      |
| 2000   | Indonesia Open     | Damendoppel | 3     | Eti Tantra / Cynthia Tuwankotta |
| 2002   | US Open            | Mixed       | 1     | Tony Gunawan / Eti Tantra       |
| 2003   | Boston Open        | Mixed       | 1     | Tony Gunawan / Eti Tantra       |
| 2003   | US-Meisterschaft   | Damendoppel | 1     | Meiluawati / Eti Tantra         |
| 2003   | US-Meisterschaft   | Mixed       | 1     | Raju Rai / Eti Tantra           |
| 2003   | Boston Open        | Damendoppel | 1     | Cindy Shi / Eti Tantra          |
| 2003   | Swiss Open         | Damendoppel | 3     | Mia Audina / Eti Tantra         |